# Sho Tsukioka
Sho Tsukioka (月岡彰 Tsukioka Shō?) es un personaje de la novela Battle Royale. En la película y el manga tiene el mismo nombre. En la película el papel de Sho Tsukioka fue interpretado por Shigeki Hirokawa. En varias ocasiones a Tsukioka lo llaman "Zuki".

## Antes del juego
Sho Tsukioka es uno de los estudiantes de la clase de tercer año del instituto Shiroiwa de la ciudad ficticia de Shiroiwa, en la prefectura de Kagawa. Él es homosexual y además es el único personaje de la novela que es reconocido y abiertamente gay. Su padre era el dueño de un bar okama, donde Sho acostumbraba trabajar como anfitriona. Aunque se le describe como alguien con el rostro y físico toscos de un matón de labios gruesos y cejas anchas y caídas, Tsukioka se considera una chica hermosa y refinada, siempre pendiente de su aspecto, luciendo la última moda en estilos de peinado, ropa, cuidados faciales y manicura.
Tsukioka es miembro de la pandilla de Kazuo Kiriyama siendo el único que le llamaba de vez en cuando "querido Kazuo" cuando el resto del grupo lo llamaba "Jefe". Tsukioka varias veces se insinuaba de broma al resto del grupo, especialmente a Mitsuru Numai que era el que menos a gusto se sentía con su presencia.
Aunque él estaba en contra de matar a sus compañeros de clase (estuvo tentado de rescatar a Yukiko Kitano y Yumiko Kusaka, las estudiantes metodistas, pero no lo hizo para no poner en peligro su vida) no se sentía culpable por las muertes del resto de sus compañeros, a los que consideraba "gente muy vulgar". Su plan consistía en evitar encontrarse con el resto de sus compañeros y solo atacar a Kazuo Kiriyama cuando no quedaran más sobrevivientes.
Él es, además, un experto en el chantaje, como se puede ver en un flashback del manga. Cuando Ryuji, un guardaespaldas de un jefe yakuza y cliente del bar, le obliga a beber a Rena, una acompañante que trabaja en el bar y se estaba recuperando del alcoholismo por problemas de salud. El padre de Sho ve lo ocurrido y le pregunta cómo arreglar el problema. Tsukioka se acerca coge la bebida que antes Ryuji había pedido y le toca la entrepierna. Entonces Tsukioka le muestra a Ryuji una fotografía de él con la mujer del yakuza. Después le enseña otra fotografía donde el guardaespaldas manteniendo relaciones sexuales con la mujer del jefe yakuza. Viendo las fotos, Tsukioka persuade a Ryuji y consigue que no le vuelva a molestar a Rena.
Tsukioka fuma con mucha frecuencias, utilizando solo los cigarrillos de menta de la marca Virginia Slims, y bebe bastante alcohol - normalmente bebe cócteles destornillador. Se decía también que Tsukioka estaba enamorado de Shinji Mimura. En el manga, se decía que también le atraían Shōgo Kawada y Kazuo Kiriyama.
En película no se menciona nada respecto a la vida del personaje, solo en la edición especial de la versión francesa del DVD de la película se menciona que en la novela se habla de la homosexualidad de Tsukioka y que su padre trabaja en un bar de ambiente gay.
En una nota en los datos de los perfiles de los estudiantes en el manga, se decía que a Tsukioka no se le permitiría salir vivo de ninguna manera de la isla. Se explica que hay existe ley antihomosexual que se podría aplicar si se quisiera con la victoria de Tsukioka en caso de que ganara, por eso no saldría con vida de la isla aunque se convirtiera en el ganador de Battle Royale.

## En el juego
En la novela y en el manga, Kazuo Kiriyama les envía un mensaje a Tsukioka y al resto del grupo para reunirse en un extremo de la isla una vez hayan salido todos los estudiantes de la clase. Sin saberlo, sobrevive por suerte al salir del colegio, ya que Yoshio Akamatsu se encontraba poniendo una flecha a su ballesta mientras él salía y no tuvo tiempo de dispararle como era su intención.
Aunque la familia Kiriyama expresaba en todo momento una lealtad ciega e indiscutible hacia su líder, Tsukioka, quien era mucho más maduro que el resto de la pandilla gracias a las experiencias que vivía en el bar gay de su padre, siempre se había aferrado a la creencia básica que las traiciones pasan todo el tiempo porque simplemente así era el mundo. Por ello, aunque las órdenes de Kiriyama eran ir directo a la costa, Tsukioka prefirió dar un rodeo por el bosque, llegando diez minutos después que los demás; tras llegar decide ocultarse y ver qué ocurre antes de unirse al resto del grupo, así es testigo de la muerte del resto del grupo. Entonces decide seguir sigilosamente a Kiriyama y esperar hasta que mate al resto de sus compañeros; según razona, incluso alguien como Kiriyama quedaría herido o debilitado al tener que enfrentar a tanta gente, así cuando solo quedasen ellos dos, él podría acercarse y asesinarlo por la espalda. Esto es porque tanto en la novela como en el manga, el arma asignada a Tsukioka es una pistola Derringer de doble cañón calibre 22 que es muy efectiva para disparar a alguien en una distancia cercana pero era inútil en un tiroteo.
Implementar su plan le llevó buena parte de tiempo en el juego, siempre siguiendo a Kiriyama veinte metros detrás y solo moviéndose cuando este lo hacía primero, de esta forma atestiguó seis de sus asesinatos. Pero Kiriyama consigue descubrirle y le hace caer en una trampa. 
Como la mayor parte de los personajes secundarios de Battle Royale, en la película no se desarrolla la vida Tsukioka ni su pasado antes de entrar en Battle Royale. En la película su arma asignada es un nunchaku.

## Destino
A las 16:57 horas del segundo día, cuando Kiriyama entra en el baño público de una zona de descanso que se iba a convertir en zona de peligro en unos pocos minutos, Tsukioka se queda también en el lugar confiando en que Kazuo nunca se dejaría atrapar en una zona de peligro. Viendo que el tiempo pasa y no sale del lavabo decide acercarse, descubriendo que Kiriyama ha dejado una botella de agua goteando para hacerle creer que todavía estaba orinando y se ha marchado por otra salida. Tsukioka intenta escapar pero es demasiado tarde, la zona de peligro se activa y su collar convirtiéndose en la séptima víctima de Kiriyama y el único estudiante en la novela y en el manga que muere por quedarse en una zona de peligro. Tsukioka, antes que su collar explote, ve a Kiriyama caminar hacia el norte. Según le comentara más tarde Shuya a Noriko mientras se recuperaba de la fiebre, durante el posterior informe Sakamochi bromeó respecto a la muerte de Tsukioka pidiendo al resto que tuvieran cuidado de no acabar igual.
Mientras que en la novela y el manga, Tsukioka es el único estudiante que muere por la explosión del collar, en la película Tsukioka muere muere acribillado en la costa junto al resto de la pandilla. Tsukioka es parte del grupo de Mitsuru Numai que incluye a Hiroshi Kuronaga, Ryuhei Sasagawa, Tsukioka e Izumi Kanai. El grupo se enfrentan a Kiriyama y lo acusan de ser un espía de Kitano. En un momento de descuido, Kiriyama les quita un arma y mata al grupo entero. 